# Багиров, Джахангир Мирджафар оглы
Джахангир (Джангир) Мирджафар оглы Багиров (азерб. Cahangir Mircəfər oğlu Bağırov), известный также под именем Владимир (6 октября 1919, Астрахань — 5 июня 1943, Белая, Курская область) — советский лётчик времён Великой Отечественной войны, гвардии старший лейтенант, кавалер ордена Ленина. Сын первого секретаря ЦК КП Азербайджана Мирджафара Багирова. Первый азербайджанец, совершивший воздушный таран.

## Биография
Джахангир Багиров родился  6 октября 1919 года в Астрахани в семье начальника караульной службы, в будущем первого секретаря ЦК КП Азербайджана Мирджафара Багирова и его жены Марии. Азербайджанец. В 1926 году умирает его мать.
Накануне Великой Отечественной войны Багиров заканчивает Международный факультет МГУ. В РККА с 1938 года. Окончил Ташкентское военное училище. Кандидат в члены ВКП(б) с 1942 года.
На фронтах Великой Отечественной войны с 15 июля 1941 года в должности командира взвода 616-го стрелкового полка 194-й стрелковой дивизии Западного фронта. Получив ранение в обе руки в боях 26 октября 1941 года, попал на излечение в госпиталь. После выздоровления направлен в Руставскую военную авиационную школу Закавказского фронта. По окончании обучения направлен в 40-й гвардейский истребительный авиационный полк на должность лётчика. Освоив новый самолет Ла-5, с 1 мая 1943 года принял участие в боевых действиях.
Первое боевое крещение получил в воздушном бою с превосходящими силами противника: 22 самолета Ла-5 против 15 Ме-109Ф, Fw-190, до 50-ти Ju-88 и Ме-110, которые тремя воздушными эшелонами производили налет на города Обоянь и Бобрышево.
В 1942 году, в тяжёлом воздушном бою под Серпуховом Багиров получил ранение в левую руку, но, несмотря на это, смог мастерски посадить самолёт. Джахангир едва переносил госпиталь, хотел как можно скорее вернуться на фронт.
В своём письме отцу Джахангир писал, что ему стыдно смотреть людям в глаза, так как он молодой, здоровый и сидит в тылу:
Дорогой папа. Вот уже два с половиной месяца, как после ранения я нахожусь не на своем месте. Сейчас, когда моя родина в опасности и тысячи моих соотечественников бьются с врагом не на жизнь, а на смерть, я нахожусь в позиции наблюдателя. А я должен быть там, где идут самые ожесточённые бои. Ведь я твой сын, сын моей родины, Партии. Если бы ты знал, как мне стыдно смотреть людям в глаза, ведь я молодой, здоровый и сижу в тылу. Прошу тебя, ускорь мой отъезд на фронт. Еще неделю могу потерпеть, а потом уеду в первую же часть, какую встречу, и на фронт. Жду с нетерпением отправки на фронт и докажу, что твой сын достоин своего отца и родины. Целую крепко, твой Владимир.

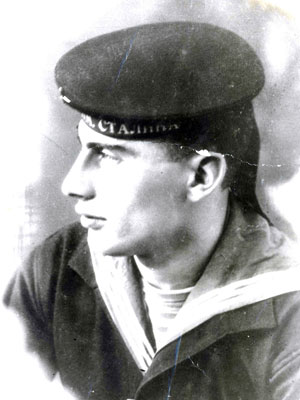
В годы учёбы в училище

В этом же письме от 4 февраля 1943 года Джахангир писал, что ему не нужны хвалёные самолёты иностранной марки, он готов выйти в небо на У-2. Прочитав письмо сына, Багиров вызвал к себе председателя Центральной медицинской комиссии Мустафу Топчибашева и протянул ему письмо сына. Топчибашев, который подтвердил решение комиссии медэкспертизы о негодности Багирова, воскликнул:
Товарищ Багиров, но Ваш сын действительно негоден для армии. Разве можно водить самолёт с раненой рукой? Нужно лечиться около года.
Но Мирджафар Багиров взял ответственность на себя. Через неделю он пришёл в военный госпиталь. Обойдя все палаты, зашёл к сыну. Увидев отца, Джангир поднял перевязанную руку и воскликнул: «Отец, я уже выздоровел!». Багиров сказал, что прочитал его письмо, и пожелал ему «вернуться живым и с Победой…».
5 июня 1943 года Багиров погиб в воздушном бою. В составе группы из четырнадцати Ла-5 Багиров вылетел на перехват шести Ju-88 и 8-ми Ме-109. В этом бою гвардии старший лейтенант Багиров протаранил Ме-109, который, объятый пламенем, рухнул в 5 км юго-восточнее с. Белая.
За этот подвиг Багиров Указом Президиума Верховного Совета СССР от 9 июня 1943 года был  награждён орденом Ленина (посмертно). Тело Багирова при помощи Ази Асланова было доставлено в Баку, где Багиров был похоронен на Ясамальском кладбище города рядом с могилой своей матери.
По словам азербайджанского историка Адигёзала Мамедова, автора книги про Мирджафара Багирова, Джахангиру хотели присвоить звание Героя Советского Союза, но Багиров воспротивился, сказав, что для сына первого секретаря ЦК это будет нескромно. «Чем мой сын отличается от других воинов?» — заявил Багиров. По этому вопросу у Багирова и Калинина, предлагавшего наградить Джахангира звездой Героя, был даже конфликт.
За период боевых действий в 40-м гв. иап Багиров выполнил 19 боевых вылетов на перехват воздушного противника, имел боевой налет 17 часов 30 минут. Участвовал в 5 воздушных боях.

## Последнее посещение могилы отцом
26 апреля 1956 года Военная коллегия Верховного суда СССР признала Мирджафара Багирова наряду с другими обвиняемыми виновным «в участии в изменнической группе и в совершении террористических расправ над советскими гражданами» и на основании ст. ст. 63-2, 70 УК Азербайджанской ССР приговорила его вместе с Маркаряном, Борщёвым и Григоряном к расстрелу с конфискацией всего имущества. Осуждённому М. Багирову по его просьбе разрешили в последний раз посетить могилу сына Джахангира.
Под конвоем Багирова привезли на Ясамальское кладбище в Баку. Багиров плакал над могилой сына, обнимал надгробный камень, а конвоиры-азербайджанцы просили русского командира не мешать осужденному проститься с сыном. 

## Бюст в Губе
В советское время в центре Губы, родном городе отца Багирова, был заложен парк, известный в народе как «Сад Джахангира» (азерб. Cahangir bağı). В 1993 году население Губы за свои деньги установило бюст Джахангиру Багирову. Спустя некоторое время, под бюстом лётчика, отец которого был довольно противоречивой фигурой, сначала было убрано имя героя, а под бюстом установлена надпись «Неизвестный солдат». За историю существования бюста, он не раз подвергался неуважительному отношению, но его вновь восстанавливали, благодаря стараниям жителей города. Позже, в 2007 году, бюст вовсе был убран и постамент остался пустым.
Заместитель главы исполнительной власти города Губа Сахиб Мамедов заявил, что ничего не знает по данному вопросу. В 2013 году директор Историко-краеведческого музея Губы Марьям Гаджиева, заявила, что бюст Джахангира Багирова находится в музее, что он был демонтирован во время реконструкции парка. По словам Гаджиевой, сейчас бюст пришёл в плачевное состояние, в частности, откололась часть конструкции, и нуждается в реставрации. Гаджиева выразила надежду, что после ремонта парка бюст вернут на прежнее место.
В феврале 2015 года стало известно, что бюст Джахангира Багирова лежит заброшенным во дворе Историко-краеведческого музея города, где он находится уже 8 лет.